# Clément Ader
Pour les articles homonymes, voir Ader.
Clément Ader, né le 2 avril 1841 à Muret et mort le 3 mai 1925 à Toulouse, est un ingénieur français, pionnier de l'aviation. Il est possiblement le premier à avoir fait décoller un engin motorisé plus lourd que l'air en 1890.

## Biographie

### Enfance et formation
Clément Agnès Ader naît le 2 avril 1841 à Muret, de François Ader (30 janvier 1812 - 14 janvier 1889) et de sa deuxième femme, Antoinette Forthané (8 mars 1816 - 6 novembre 1865).
Les Ader sont tournés vers la menuiserie depuis plusieurs générations. L'arrière-grand-père de Clément s'illustra dans la réfection de l'église d'Ox, à quelques kilomètres de Muret. Son grand-père maternel, qui avait servi dans les armées de Napoléon Ier, exploitait un moulin pour tisser le lin et il est permis de penser que cela lui donna le gout de la mécanique.
Ader père espérait beaucoup que Clément lui succéderait à la tête de la menuiserie familiale. Lorsque l'instituteur de Muret vint lui conseiller d'envoyer Clément à Toulouse pour suivre des études secondaires, il se résigna. Son fils partit en octobre 1853, à l'âge de douze ans, comme pensionnaire de l'institution Assiot.
Considéré par ses professeurs comme « un élève très sérieux, particulièrement doué en mathématiques et en dessin », il obtient son baccalauréat à 15 ans. En 1857 s'ouvre une nouvelle section dans l'établissement : une école industrielle menant à un diplôme d'ingénieur équivalent aux Arts et Métiers. Ader fait partie de la première promotion, dont il sort diplômé en 1861. Il entre alors en 1862 à la Compagnie du Midi comme conducteur de travaux pour la construction de lignes de chemin de fer pendant quatre années environ, durant lesquelles il apprend le métier d’ingénieur par la pratique.

### Le personnage

#### Un inventeur
Clément Ader est un inventeur imaginatif et fécond : les chenilles de chars, la transmission de son stéréophonique ou « théatrophone », le câble sous-marin, un projet d'embarcation à ailes rasant la surface, les moteurs en V.
- Motorisations : malgré la destruction de l'Avion III et bien que le gouvernement tourne ses budgets vers le dirigeable du colonel Renard, Ader n'abandonne pas tout de suite son projet. Il propose par exemple son moteur à vapeur ultra léger au colonel Renard. Très vite, il se tourne vers la motorisation à essence, qui lui semble plus prometteuse, et développe un moteur très équilibré qu'il propose là encore pour équiper des dirigeables.
- Automobile : ayant abandonné définitivement l'aéronautique, il se lance dans le développement de ses propres automobiles, qui remportent quelques prix sportifs. La Société industrielle des téléphones-voitures automobiles système Ader produisit de 1900 à 1907 des automobiles de 8 à 25 chevaux dont les moteurs bicylindres et quatre cylindres étaient disposés en V, spécialité de la maison Ader. L'usine se situait au 98, rue de Cormeilles à Levallois-Perret et le magasin d'exposition se trouvait, lui, au 83 de la prestigieuse avenue parisienne de la Grande-Armée.
- Embarcation glissant sur l'eau. Il teste à partir de 1867 et obtient en 1901 le brevet d'une embarcation munie d'ailes rasant la surface de l'eau (précurseur des engins à effet de sol comme le navion). En 1904, il modifie son invention en rajoutant une injection d'air sous pression sous les ailes, concevant ainsi un des toutes premières sinon la première configuration d'un engin à effet de sol à portance augmentée[4] dénommé « canot à patins pneumatiques »[5], et décrit par lui-même comme un « bateau glissant sur l'eau »[6],[7].

Son cerveau bouillonne toujours d'idées ; sont retrouvés des croquis de turbines et de réacteurs dans ses carnets de notes.

#### Un promoteur de l'aviation militaire
Ader avait compris le rôle stratégique qu'aurait une aviation militaire. En 1914, il utilise son influence pour aider à sa création. Il envoie de nombreux courriers au ministère de la Guerre, sans qu'on sache si son avis pesa ou non dans les choix stratégiques. De 1907 à 1919, il consacre quatre ouvrages à ce sujet : La Première Étape de l'aviation militaire française, L'Aviation militaire, Avionnerie militaire : Pointage aérien et Les Vérités sur l’utilisation de l’aviation militaire avant et pendant la guerre.
Dans le deuxième ouvrage, paru en 1909, il décrit le concept du porte-avions moderne, avec un pont d'envol plat, une superstructure en îlot, des ascenseurs de pont et une baie de hangar.

« Donc, un bateau porte-avion devient indispensable. Ces navires seront construits sur des plans bien différents de ceux usités actuellement. D'abord, le pont sera dégagé de tout obstacle : plat, le plus large possible, sans nuire aux lignes nautiques de la carène, il présentera l'aspect d'une aire d'atterrissage. »

Son idée de porte-avions est relayée par l'attaché naval américain à Paris[source insuffisante]. Aux États-Unis, les premiers essais sont menés en novembre 1910.

#### Le père de l'aviation?
En France, sa renommée s'explique parce que sa tentative de vol motorisé est antérieure à celles de Santos-Dumont (1906), de Langley (1903) ou des frères Wright (1903). L'allure extraordinaire de ses avions en forme de chauve-souris y est sans doute pour beaucoup. Ader est célèbre pour ses « avions » et moins connu pour ses moteurs à vapeur et à essence. « La vraie carrière d'Ader a été celle de l'ingénieur électricien, spécialisé dans le téléphone et ses dérivés » qui ont fait sa fortune.

« Un examen des brevets d'aéroplanes de Pénaud (1876) et d'Ader (1890) - Cf. Éole (avion) -  montre que le premier est le vrai visionnaire, qui a su voir tout le problème de l'aviation [...] l'autre, l'inventeur typique, restant attaché à des conceptions telles que l'imitation purement physiologique de la nature et non pas son interprétation physique [...] ses idées d'ensemble étaient profondément fausses et ne pouvaient mener à un résultat réel. Dans l'aviation réelle, on ne retrouve rien de son œuvre, alors que les idées de Pénaud dominent encore, après presque un siècle. »

— Charles Dollfus.

« Ce qui caractérise son œuvre, c'est un isolement complet [...] Ader n'a pas fait école et aucun de ceux qui depuis vingt ans ont travaillé au développement de l'aviation ne se réclame de lui. Son œuvre, très remarquable, n'a donc été qu'une tentative complètement isolée et sans aucune influence sur ce qui a suivi. »

— Lieutenant-colonel Paul Renard.

### Fin de vie
Ader termine sa vie près de Toulouse, à Beaumont-sur-Lèze (château de Ribonnet) dans ses vignes. De temps à autre, Panhard et Levassor lui demandent d'essayer leurs derniers modèles.
Il meurt à 84 ans le 3 mai 1925 à Toulouse après une reconnaissance nationale tardive. Seul a survécu l'avion III. L'appareil est exposé à Paris au musée des Arts et Métiers, suspendu, toutes ailes déployées, au plafond de l'escalier d'honneur du musée. Les visiteurs peuvent également y admirer son moteur à vapeur, exposé en haut des marches. Le grand photographe Nadar tire de belles photos des ateliers d'Ader où le connaisseur pourra voir, outre l'Éole, des éléments du planeur et du Zéphyr. Il est inhumé au cimetière de Muret.

## Réalisations terrestres

### Le vélocipède

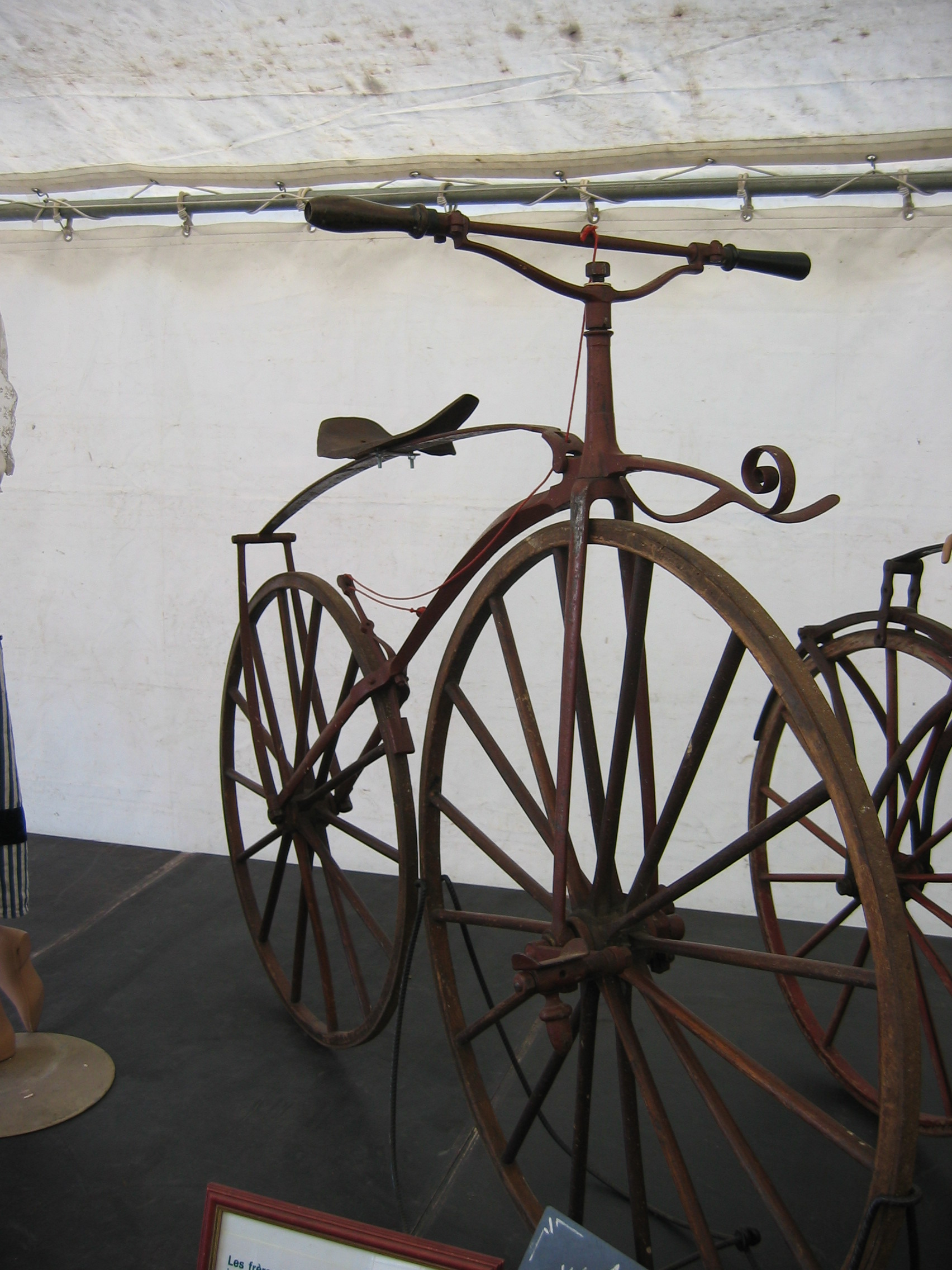
Vélocipède Michaux (1861).

Venu à Paris pour l'Exposition universelle de 1867, il découvre les vélocipèdes Michaux et imagine de remplacer le bandage en fer par du caoutchouc. En 1868, il se lance dans la fabrication de vélocipèdes, dénommés « véloces caoutchouc ». Autre innovation, il utilise un cadre tubulaire de section carrée, réalisé en tôle, ce qui amène une légèreté encore inconnue. La guerre franco-prussienne de 1870 stoppe cette activité.

### La «pose-rails»
Il commence par travailler à la Compagnie des chemins de fer du Midi. En 1875, il imagine  une machine à poser les rails, qui est utilisée pendant des dizaines d'années[réf. nécessaire].

### Le théâtrophone

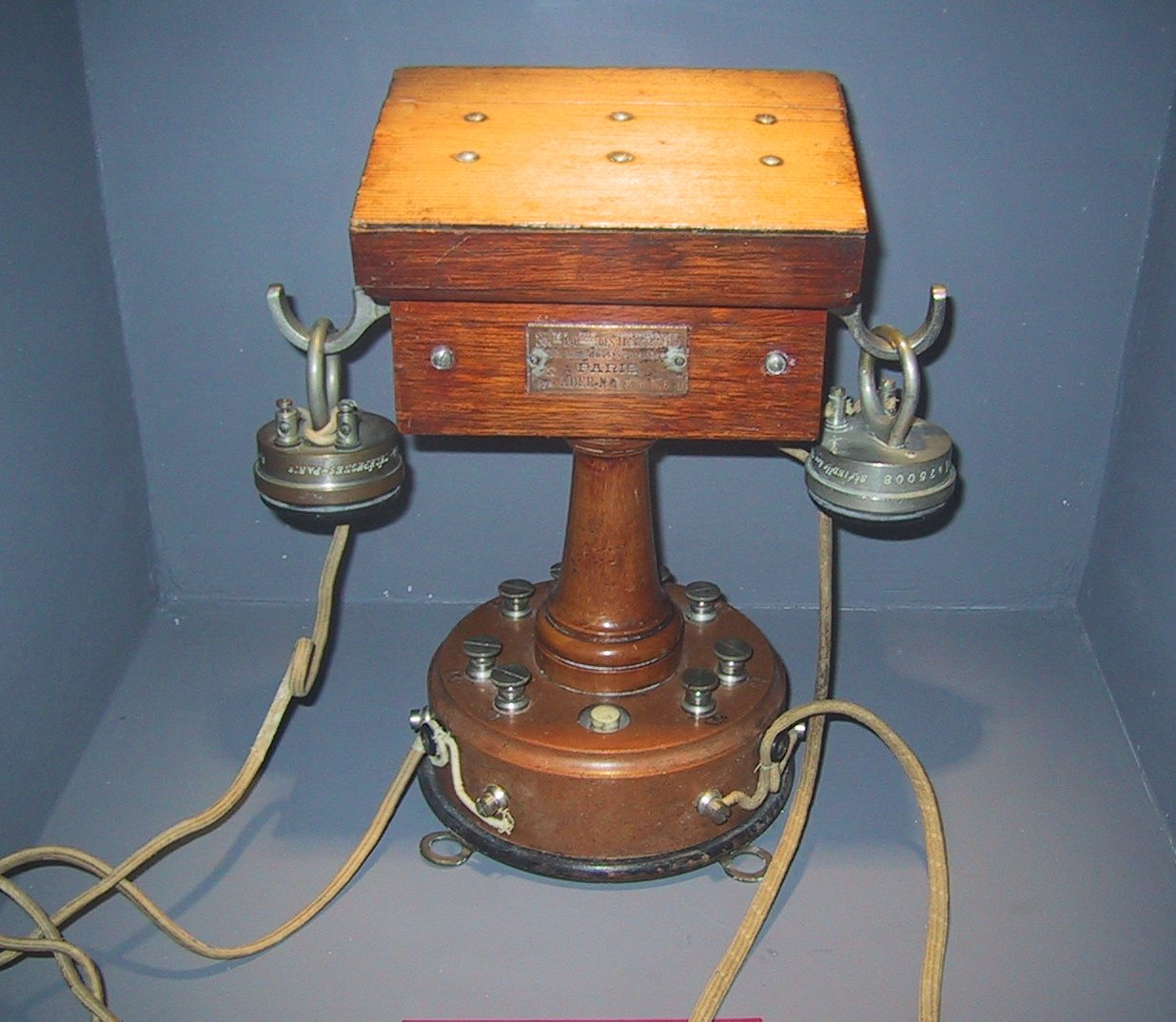
Théâtrophone Ader (1880).

À Paris, Clément Ader a besoin d'argent pour faire vivre la famille qu'il a fondée et pour concrétiser son projet d'un engin volant plus lourd que l'air. Intéressé par le téléphone naissant, il commercialise[Quand ?] le système de Graham Bell et celui du combiné inventé par Cyrille Duquet. Il invente le théâtrophone, réseau téléphonique relié à l'Opéra de Paris et qui permet d'écouter l'opéra en restant chez soi.
En peu de temps, il accumule une grande fortune et multiplie les contacts influents au sein du gouvernement. Il se sert de ces ressources pour placer son projet auprès du ministère de la Guerre : l'Éole.

### Le moteur à vapeur ultraléger

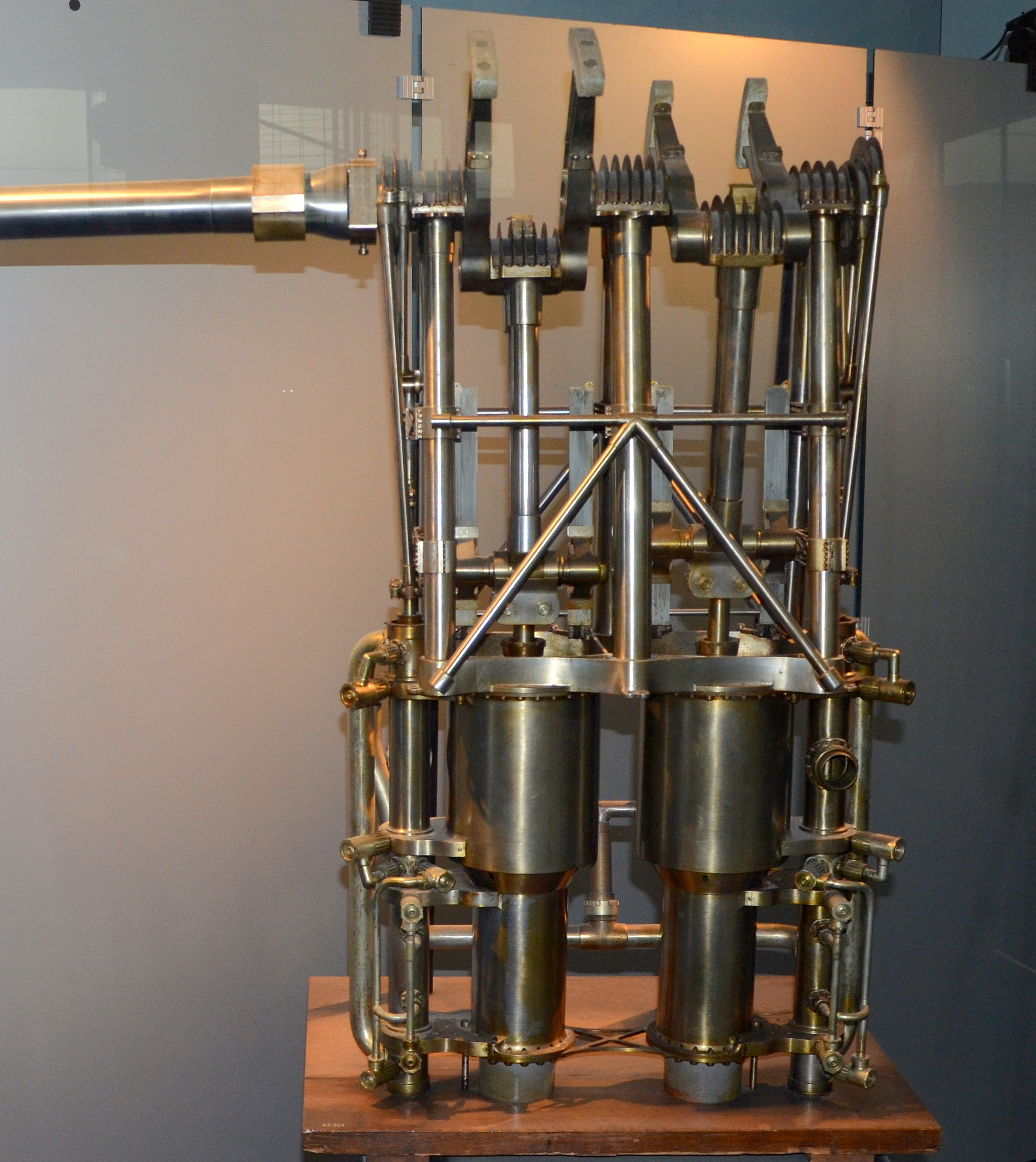
Moteur à vapeur Ader de 30 ch destiné au Zéphyr, deuxième exemplaire de son avion ; 37 kg nu mais 134 kg avec les accessoires.

Le moteur de l'Éole développait 20 ch pour 51 kg, soit seulement 2,5 kg/ch. Pour comparaison, le moteur utilisé par les frères Wright en 1903 développait 12 ch et pesait environ 75 kg, soit 6,2 kg/ch. Cette prouesse technique rendait possible le vol motorisé. À la suite des essais des avions, Ader proposa son moteur à vapeur au capitaine Renard, qui travaillait alors sur la propulsion des dirigeables, puis il se lança dans la fabrication des moteurs à explosion, notamment de moteurs de type V2 et V4.

## Le vol des «plus lourds que l'air»
Ader consacre une grande partie de sa vie à l'objectif de faire voler un appareil plus lourd que l'air. Ses recherches et travaux coûtent cher, et il trouve en la personne d'Isaac Pereire un parrain à la fois généreux et avisé. Pendant la guerre de 1870, il est employé comme scientifique et tente sans succès de réaliser un cerf-volant capable d'emporter un homme.

### Prototypes
En 1874, Ader construit un planeur de neuf mètres d'envergure, qui pèse 24 kg, et qui est susceptible de recevoir un moteur. On peut en voir des éléments dans certaines photographies de son ami Nadar. Des études menées au Musée de l'air et de l'espace du Bourget tendraient à montrer que cette machine était capable de s'élever dans les airs.
Par la suite, ayant convaincu le ministre de la Guerre de financer ses travaux, Ader (aidé de Ferdinand Morel, un ingénieur qui a dessiné les plans de l'avion Chauve-souris) met au point des prototypes dont les voilures sont inspirées de considérations naturalistes, imitant l'aile de la chauve-souris. Ader pense qu'une fois le vol maîtrisé, une aile rigide inspirée de celle des oiseaux serait plus efficace et plus solide. Il comprend qu'il ne faut pas tenter de reproduire le battement des ailes d'oiseau mais adopter le concept de voilure fixe comme l'avait fait George Cayley auparavant.

« Le vol des oiseaux et des insectes m'a toujours préoccupé… J'avais essayé tous les genres d'ailes d'oiseaux, de chauve-souris et d'insectes, disposées en ailes battantes, ou ailes fixes avec hélice… je découvris l'importante courbe universelle du vol ou de sustentation. »

— Clément Ader
Entre 1890 et 1897, il réalise trois appareils : l'Éole, qu'il finance lui-même ; le Zéphyr (Ader Avion II) et l'Aquilon (Ader Avion III) sont financés par des fonds publics.

### Vols expérimentaux

#### L'Avion I (Éole)

L'oiseau de M. Ader, en couverture de La Science française, 12 septembre 1891, gros plan.

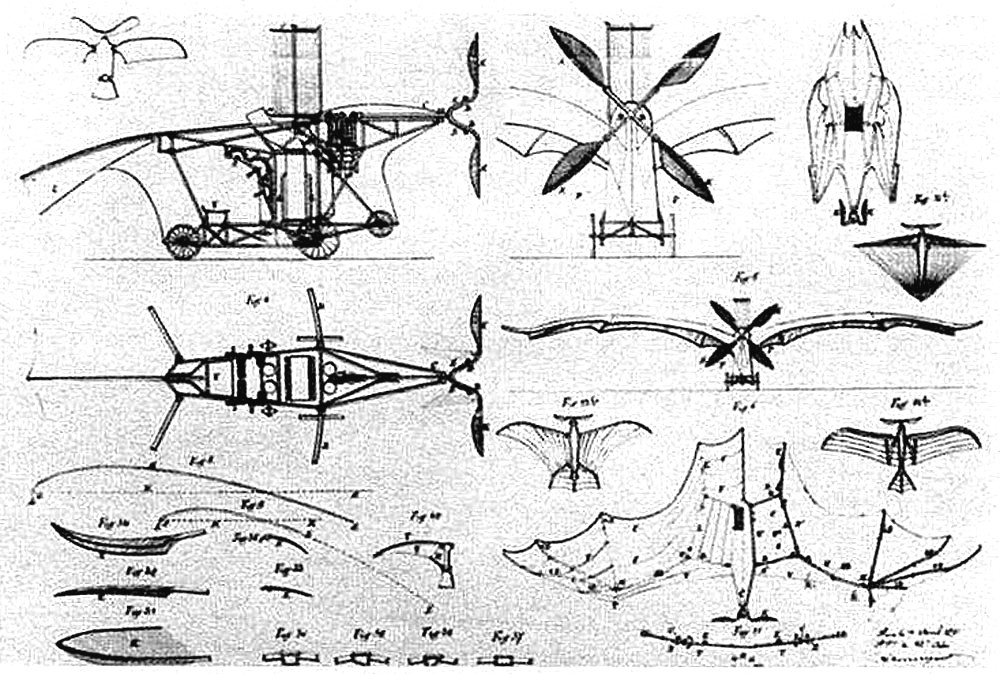
Schémas de l'Éole sur le brevet.

L'Éole, équipée d'un moteur à vapeur de 20 ch, est une machine à la voilure complexe, inspirée dans sa forme de celle de la chauve-souris. Sa géométrie est modifiable en vol à l'aide de six manivelles. On peut ainsi faire varier la surface, pivoter les ailes d'avant en arrière, modifier la cambrure et fléchir les bouts d'aile vers le haut ou vers le bas. Il existe également un réglage du moteur et des pédales pour la direction au sol. Néanmoins il n'y a pas de gouverne de direction en vol. L'hélice de l'Avion possède quatre pales ayant l'apparence de plumes, confectionnées en tiges de bambou, barbes en toile et papier de Chine, nervées par un fil de bambou. L'image ci-contre est assez fidèle, sauf à propos du train qui était constitué de roues…
La première tentative aux commandes de l'Éole a lieu le 9 octobre 1890 dans le parc du château de Gretz-Armainvilliers, au sud-est de Paris. Les traces laissées par les roues dans le sol meuble ont été moins marquées à un endroit et ont totalement disparu sur une cinquantaine de mètres. Son engin a quitté le sol ; Ader effectue ce jour-là le premier décollage motorisé d'un engin plus lourd que l'air. Les seuls témoins sont ses employés.
Intéressée par le projet, l'Armée contacte Ader, qui effectue un deuxième vol à bord de l'Éole en septembre 1891. L'appareil impressionne positivement les militaires qui commandent à Ader un appareil plus puissant.

#### L'Avion II (Zéphyr)
Ader commence alors la construction d'un second appareil, évolution du premier mais présentant des similitudes avec l'Éole : l'appareil est monomoteur bicylindre à vapeur ultraléger de 20 ch et 35 kg. Ce modèle n'est pas achevé ; il sert de base à l'Avion III (Aquilon), qui est un appareil bimoteur (et à deux hélices), cette formule est censée réduire les problèmes d'instabilité de l'Éole,. Cet Avion III peut embarquer un pilote et un observateur.

#### L'avion III (Aquilon)

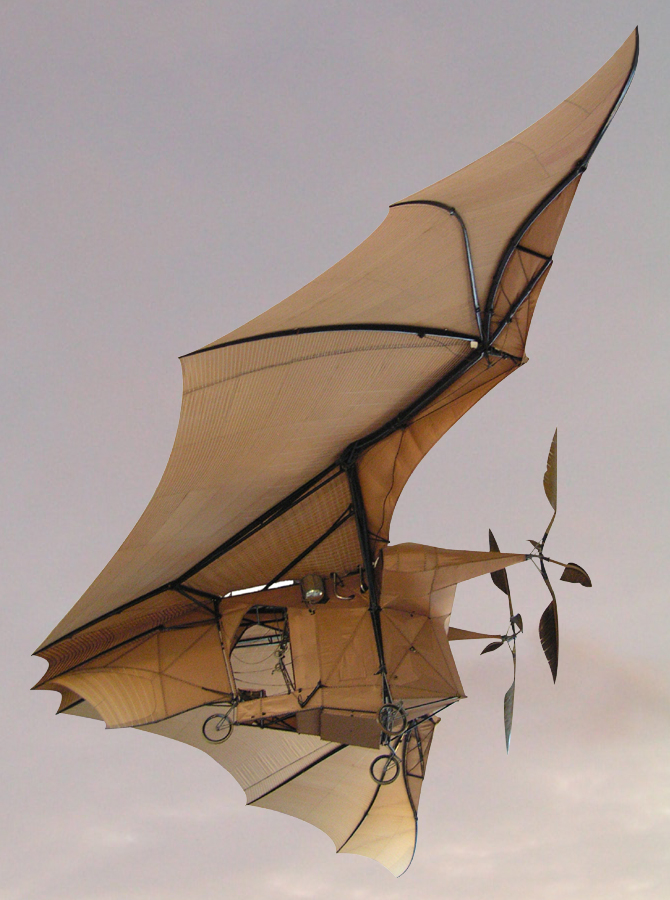
L’Avion III de Clément Ader.

Essai au point fixe de la force motrice de l'Avion III de Clément Ader (animation d’artiste d'après la photographie d'époque).

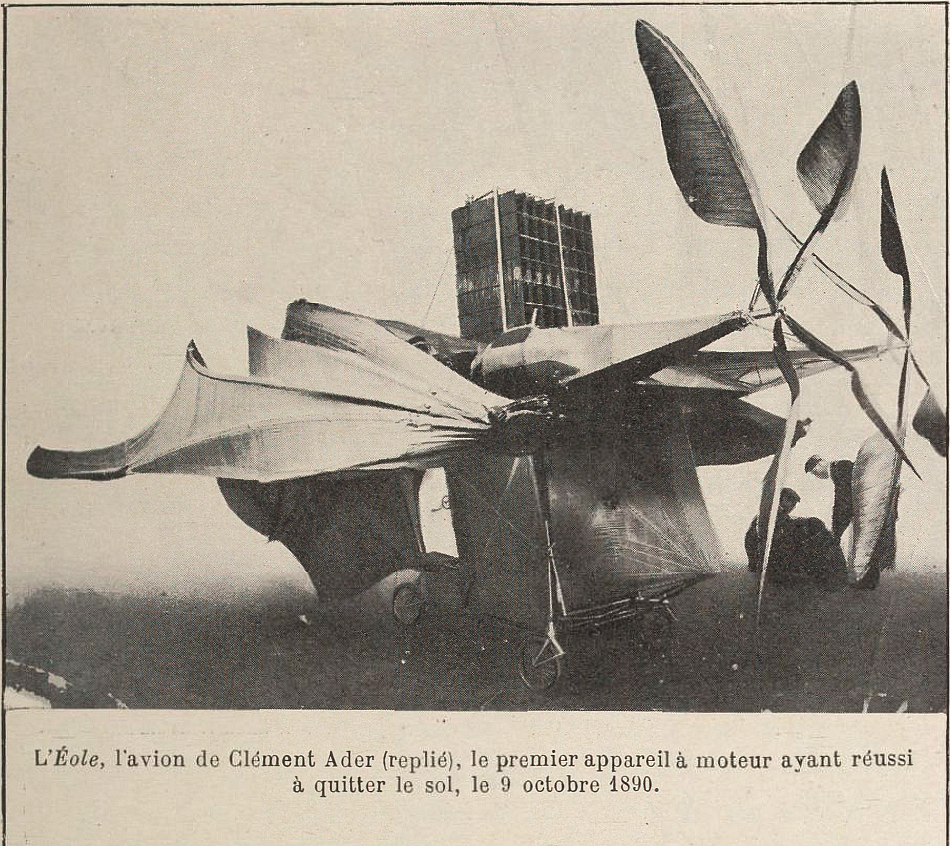
L'Avion III avec les ailes repliées (l'article mentionne l'Éole par erreur).

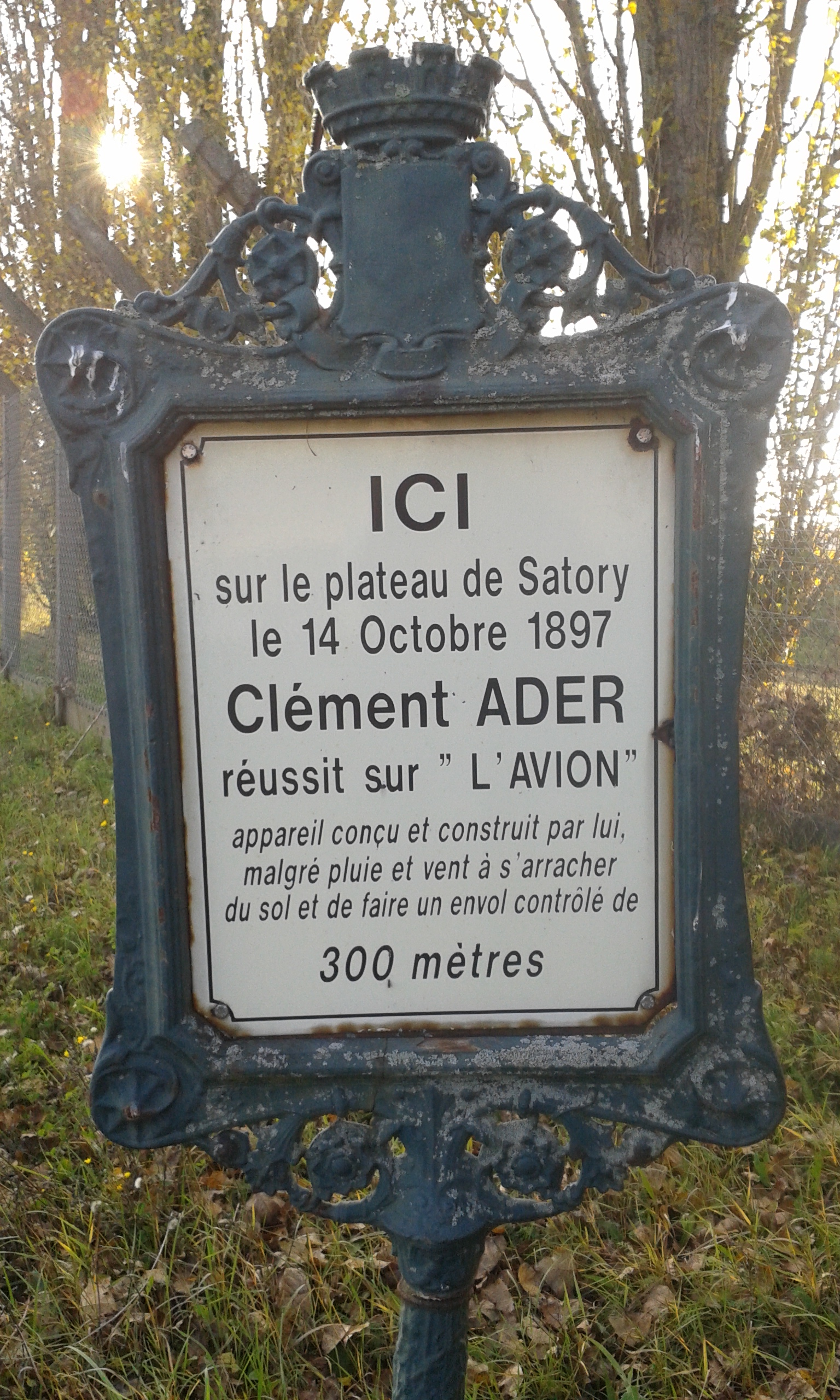
Plaque commémorative Clément Ader.

Les essais suivants ont lieu au camp militaire de Satory, une aire circulaire de 450 mètres de diamètre permet la démonstration officielle. Le 12 octobre 1897, Ader effectue un premier tour sur ce circuit à bord de son Avion III. À plusieurs reprises, il sent l'appareil quitter le sol, puis reprendre contact.
Deux jours plus tard, alors que le vent est fort, Clément Ader lance sa machine devant deux officiels du ministère de la Guerre. M. Binet, lieutenant du premier génie, déclare à l'issue de la démonstration : « Il fut cependant facile de constater, d'après le sillage des roues, que l'appareil avait été fréquemment soulevé de l'arrière et que la roue arrière formant le gouvernail n'avait pas porté constamment sur le sol. » Les deux membres de la commission le virent sortir brusquement de la piste, décrire une demi-conversion, s'incliner sur le côté et enfin rester immobile (il semble que, la roue arrière n'ayant plus assez d'adhérence du fait de la sustentation, le pilote ait perdu le contrôle directionnel de sa machine, qui est alors sortie de la piste puis s'est renversée sous l'effet du vent). À la question « […] l'appareil a [-t-il] tendance à se soulever quand il est lancé à une certaine vitesse ? », la réponse est « […] la démonstration […] n'a pas été faite dans les deux expériences qui ont été effectuées sur le terrain ». On peut conclure que, ce 14 octobre 1897, le Français Clément Ader aurait peut-être effectué un décollage motorisé — mais non contrôlé — d'un objet plus lourd que l'air. Le ministère de la Guerre cesse de financer Ader, qui est contraint d'arrêter la construction de ses prototypes (l'Éole avait coûté 200 000 francs de l'époque, soit près de 8 millions d'euros).
Après avoir figuré en bonne place à l’Exposition universelle de 1900, l’« Avion III » est offert au Conservatoire des Arts et Métiers par Ader en 1902.

### Les avions d'Ader ont-ils vraiment volé?
« Ader lui-même était si peu convaincu d'avoir quitté le sol que, dans ses communications à l'Académie des sciences (1898) et au Congrès d'aéronautique de 1900, alors qu'il était dégagé du secret militaire, il ne mentionne pas l'envol. Ce n'est que neuf ans plus tard (en 1906), à la suite des premiers vols de Santos-Dumont, qu'Ader prétend avoir exécuté une envolée ininterrompue de trois cents mètres ». Contraint au secret militaire (les archives de Satory ne sont rendues accessibles que dans les années 1990), il ne parle de ses vols qu'en 1906, après ceux de Traian Vuia à Montesson et à Issy-les-Moulineaux et de Santos-Dumont à Bagatelle. Ce silence est à l'origine de la controverse entretenue par les partisans des frères Wright. En France, à l'époque, personne n'a entendu parler des frères Wright. Santos-Dumont prétend donc être le père de l'aviation à la suite de son vol presque trois fois plus long que le plus long vol de Traian Vuia. Un débat national s'engage pendant plusieurs années ; on finit généralement par admettre le décollage de l'Éole, qui quitta le sol devant témoins, et repousser la question du vol à 1897. Les travaux du général Pierre Lissarrague, menés dans les années 1980 et 1990 (travaux basés sur les archives secrètes de l'armée, rendues publiques dans les années 1980) tentent vainement de prouver la réalité du vol de 1897.

#### Les avions d'Ader étaient-ils contrôlables?
Dans un dictionnaire, « voler » c'est se soutenir, se mouvoir et se contrôler dans l'air. Afin de faire toute la lumière sur ces vols ou tentatives de vol, plusieurs maquettes motorisées de l'Éole et de l'Avion III furent réalisées. Si les calculs (masse, surface, puissance) et les essais de maquettes de l'Éole démontrent clairement que l'appareil était capable de quitter le sol, rien ne permet d'affirmer que ces machines étaient suffisamment stables et contrôlables pour se mouvoir dans l'air. Les « Avions » d'Ader ont une voilure à forte courbure, caractérisée par une forte instabilité aérodynamique en tangage ; le contrôle en tangage et en roulis est inopérant. Quand la roue arrière directrice quitte le sol, la gouverne de direction n'est pas assez efficace pour assurer le contrôle directionnel. Wilbur Wright écrit à son frère Orville le 31 mars 1911 : « Je suis allé voir l'appareil d'Ader et me suis procuré une échelle pour l'examiner de plus près. Il n'existe aucune possibilité de réglage en vol si ce n'est la manœuvre d'avant en arrière au moyen d'une vis sans fin et c'est quelque vingt ou trente tours qui sont nécessaires pour modifier la position des ailes… La machine entière est d'un ridicule achevé. »

#### Les atouts d'Ader
En 1890, les bases de l'aérodynamique posées par George Cayley sont étudiées depuis 30 ans. Félix du Temple et Alphonse Pénaud ont fait voler avec succès des modèles réduits en 1857 et en 1871 : les configurations stables capables de voler sont connues. Ader connaissait (par la revue L'Aéronaute) les travaux de ses nombreux prédécesseurs.
Ader montre une imagination exceptionnelle, la volonté d'aboutir, une énorme puissance de travail, des compétences brillantes de dessin, de calcul et de mécanique. Avec l'Éole, il prouve qu'il savait mener un projet : esquisses, plans, réalisation, essais.
L'Avion était bien construit et léger, il pouvait voler. Ader disposait pour la première fois d'un moteur suffisamment puissant (20 ch) et léger pour entraîner un avion.
Il dispose de moyens financiers personnels importants. À la suite des essais de l'Éole, il obtient par contrat des sommes très importantes de l'armée pour développer, construire et expérimenter un deuxième avion.

#### Les erreurs d'Ader
Il ignore apparemment (délibérément ?) les travaux des pionniers de l'aviation qui avaient, avant lui, fait voler des avions à moteur. Ces pionniers avaient abordé deux points essentiels : la sustentation et la stabilité aérodynamique ; par contre la technique de pilotage (par déplacement des poids ou par gouvernes) n'était pas encore acquise en 1890. Ader ne s'est apparemment jamais préoccupé de ces deux derniers points.
Au lieu de tirer parti de l'existant et d'analyser en tant qu'ingénieur les forces en cause (portance, poids, traînée, poussée) et les dispositions permettant un équilibre sinon stable du moins contrôlable de ces forces, Ader s'était focalisé sur une imitation géométrique de l'aile de la chauve-souris, sans pouvoir reproduire ni la mécanique musculaire de l'animal ni son système cérébral de pilotage. Ader avait une vision naturaliste ou « romantique » de la machine volante. Ses pales d'hélice étaient structurées exactement comme une plume d'oiseau, son « bateau glissant sur l'eau » avait des ailes déployées comme celles d'un poisson-volant.
Il semble qu'il ignorait ou négligeait la mécanique du vol, en particulier l'instabilité aérodynamique des profils porteurs et les effets déstabilisants des mouvements de l'atmosphère. Le simple fait d'avoir organisé les essais de l'Avion III sur une piste circulaire et tenté un vol par vent fort montre qu'il n'avait pas conscience des effets du vent sur l'équilibre et sur le pilotage de la machine.
N'ayant ni plans stabilisateurs séparés ni gouvernes fonctionnelles, ses machines étaient à la fois instables et difficilement pilotables. On suppose que dans son esprit la montée et la descente se seraient faites en variant la puissance, et que l'avion aurait été « naturellement » stable en tangage et en roulis. Sur l'Éole, il n'y avait même pas de gouverne de direction. Son brevet de 1890 décrit de manière très détaillée la machine mais pas du tout son fonctionnement. En parlant des « appareils ailés futurs », Ader dit que « leurs ailes creuses les supporteront et un propulseur placé à l'avant les fera avancer ». Il n'est nulle part question ni de stabilisateurs ni de gouvernes.
Ader avait brûlé les étapes indispensables de la mise au point. Il n'avait procédé à aucun essai préliminaire de ces machines, en modèle réduit par exemple (comme du Temple, Pénaud, Tatin, Langley, etc.), ou suspendu à un câble (comme Stringfellow)[réf. nécessaire]. L'Éole avait de très nombreux réglages de sa voilure, nécessitant six manivelles à actionner, en plus de la commande du moteur et des pédales de direction au sol. Le comportement de sa machine lui était inconnu, et sa propre expérience de pilotage était nulle. Avant de réaliser leur premier vol motorisé en 1903 les frères Wright avaient progressivement mis au point leur planeur et effectué plus de 700 vols planés en 1902.
Comme le montre la correspondance échangée entre Clément Ader et Gabriel de La Landelle, en 1883 et 1884, il n'a pas tenu compte des conseils de ce dernier[réf. nécessaire].

## Publications
- L'Aviation militaire, Berger-Levrault, 3e édition, 1911 ; 8e édition, 1914 ; réédition Service historique de l'Armée de l'air, 1990  (ISBN 978-2-904521-11-9)
- La première étape de l'aviation militaire française, Paris, J. Bosc et Cie, 1907 [lire en ligne].
- Avionnerie militaire : Pointage aérien: Instruments de mesure pour avions torpilleurs : Le catachros, le vélosolmètre, l'altimètre : tableaux de guide de visée, Paris; Nancy: Berger-Levrault, 1918 [lire en ligne].

## Distinctions

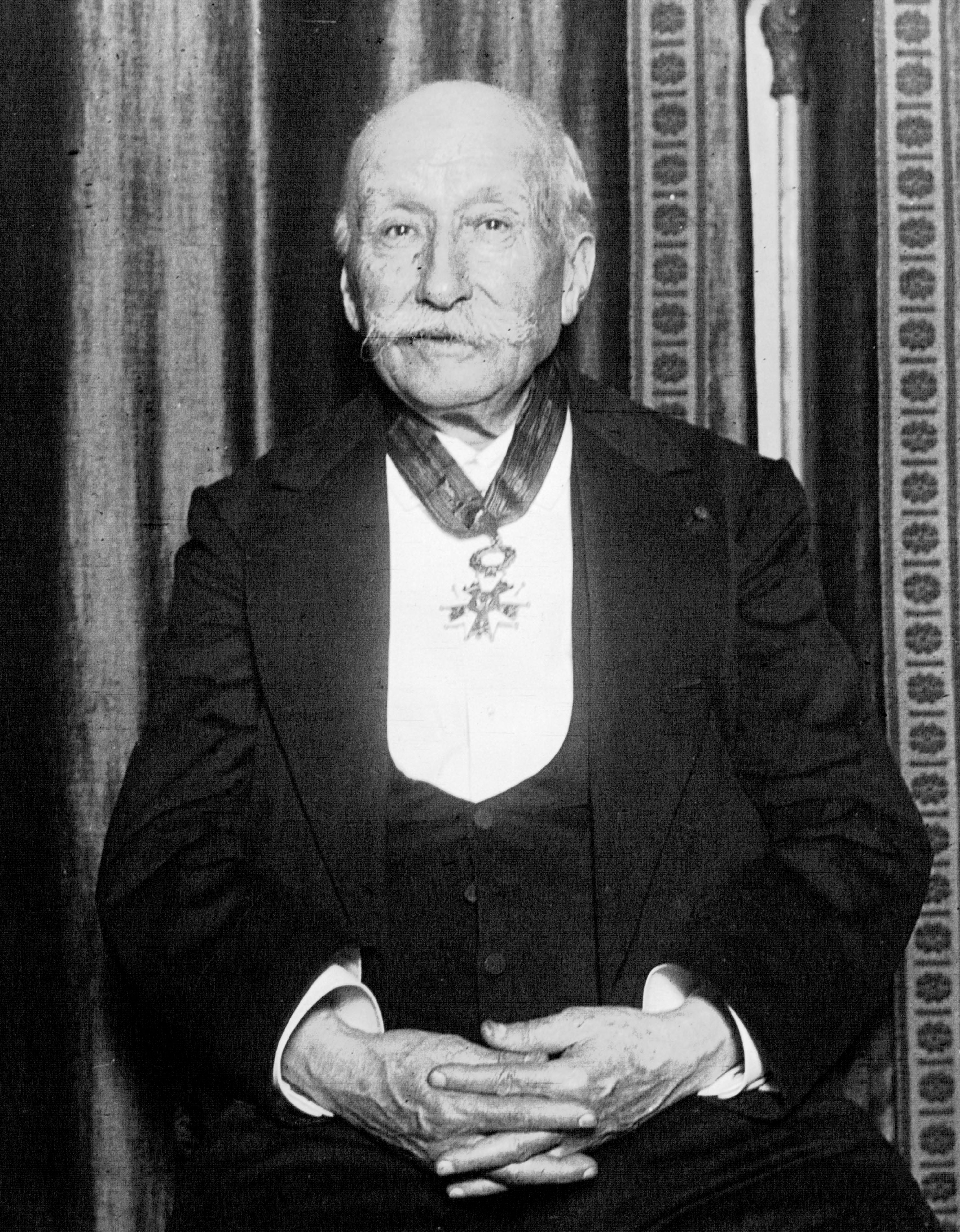
Clément Ader en 1922, portant la cravate de commandeur de la Légion d'honneur.

- Commandeur de la Légion d'honneur le 1er février 1922 ; officier en 1909 ; chevalier en 1881.

## Hommages
- En 1935, une rue de Toulouse est nommée en son honneur. De même, en 1949, la place Clément-Ader est créée dans le 16e arrondissement de Paris.
- À proximité de Gretz-Armainvilliers et de la route nationale 4, une stèle a été érigée en l'honneur de son premier décollage avec l'Éole[33].
- Au Canada, Clément Ader a trois rues à son nom dans les villes de Québec, Longueuil et Lachute, une avenue à Saint-Priest, ainsi qu'une avenue et une place dans la métropole québécoise de Montréal[34].
- Le site d'assemblage des Airbus A330 et A340 de l'usine de Toulouse est dénommé Site Clément-Ader.
- La promotion 1989-1990 de l'EPNER a pris le nom de baptême « Clément Ader »[35].
- Un laboratoire de recherche en mécanique du solide porte son nom : l'Institut Clément Ader. Créé en 2009 et situé à Toulouse, Albi et Tarbes, il est sous la tutelle de l'INSA Toulouse, de l'Université Toulouse-III-Paul-Sabatier, de l'IMT Mines Albi, de l'ISAE-SUPAERO et du CNRS[36].
- à Muret, le Musée Clément-Ader et des grands hommes, lui est en partie consacré.
- Clément Ader apparaît dans les premiers épisodes de la série d'animation franco-japonaise Clémentine.

### Pérennité du nom «avion»
Ader aurait dérivé le mot « avion » du terme « aviation » inventé par le marin, journaliste et homme de lettres Gabriel de La Landelle en 1863, à partir du mot avis signifiant « oiseau » en latin. Guillaume Apollinaire écrit en 1910 un poème intitulé L'avion, encourageant à maintenir ce néologisme :

« […] Mais gardons-lui le nom suave d'avion

[…]

Français, qu'avez-vous fait d'Ader l'aérien ?

Il lui restait un mot, il n'en reste plus rien. »

Le 29 novembre 1911, par décision du général Roques, il est décidé que les « établissements d'aéronautique » porteront dorénavant le nom d' « escadrilles » et que les aéroplanes militaires seront désormais appelés « avions », en hommage à Clément Ader,.

## À la télévision
Son rôle est tenu par Pierre Risch dans la mini-série Les Faucheurs de marguerites (1974).